# سيرجي سوكولوف (سياسي)
سيرجي سوكولوف هو عسكري وسياسي روسي، ولد في 1 يوليو 1911 في إيفباتوريا في روسيا، وتوفي في 31 أغسطس 2012 في موسكو في روسيا. نشط حزبياً في الحزب الشيوعي السوفيتي. وقد انتخب عضو مجلس السوفيت الأعلى ‏ وانتخب وزير الدفاع.

## وصلات خارجية
- سيرجي سوكولوف على موقع مونزينجر (الألمانية)